# Iglesia de Groenlandia

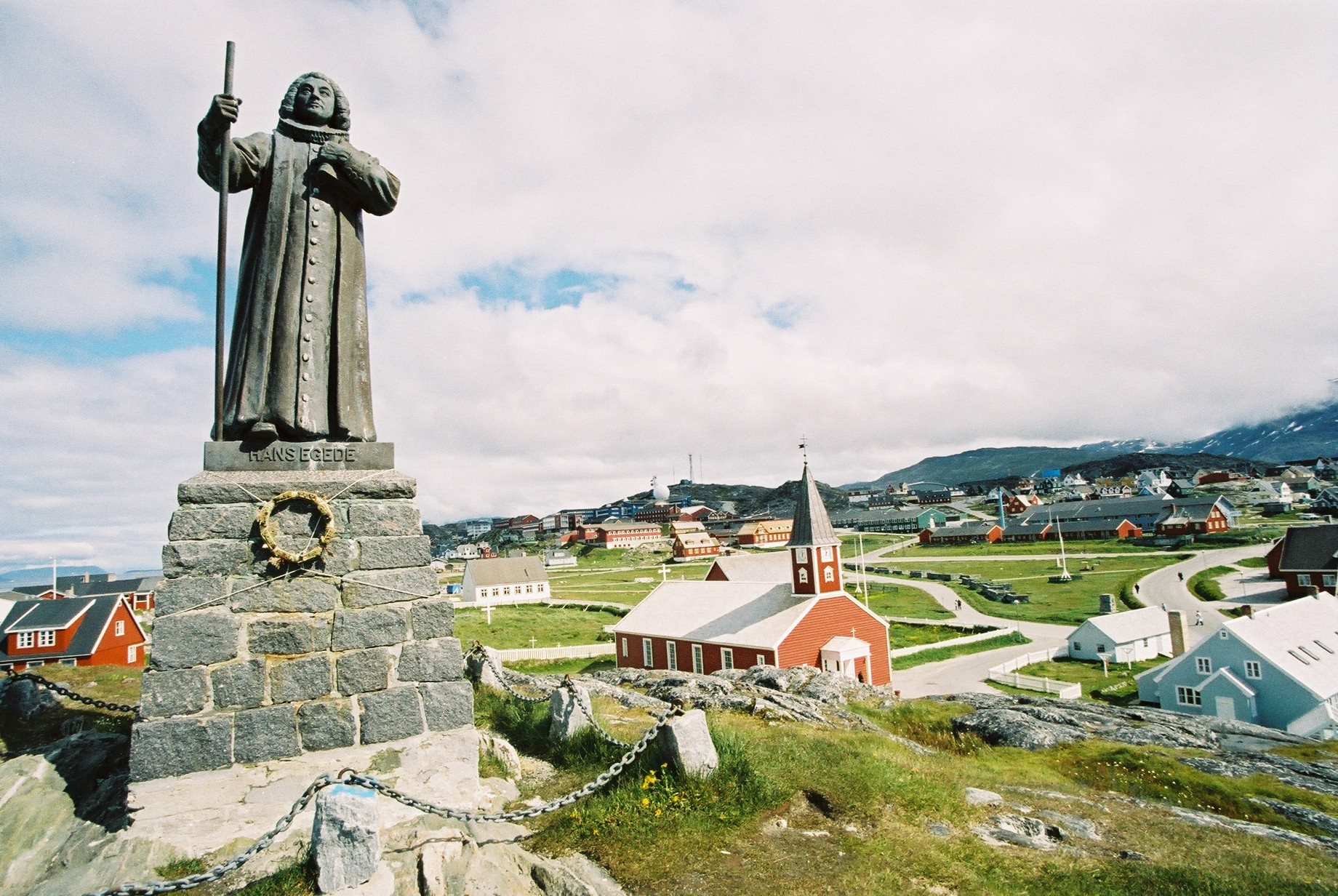
Estatua de Hans Egede en Nuuk; detrás, la Catedral del Salvador, sede episcopal de toda Groenlandia.

La Iglesia de Groenlandia es una diócesis de la Iglesia del Pueblo Danés, de confesión luterana, a la que pertenece la mayoría de la población de la isla. Es una excepción dentro de las 11 diócesis de la Iglesia danesa, pues es administrada legal y económicamente por el Gobierno de Groenlandia.
La independencia de la diócesis tiene como origen la Ley de la Iglesia de Groenlandia, redactada el 6 de mayo de 1993 y puesta en práctica el 1 de noviembre del mismo año. Desde entonces la obispesa ha sido Sofie Petersen.
En la ley se establece que la sede episcopal es la Catedral del Salvador de Nuuk.
- Datos: Q3028658
- Multimedia: Diocese of Ribe / Q3028658